# 安息香猕猴桃
安息香猕猴桃（学名：Actinidia styracifolia）为猕猴桃科猕猴桃属的植物，为中国的特有植物。分布于中国大陆的湖南、福建等地，生长于海拔400米至800米的地区，一般生长在山谷林缘、山坡灌丛和山坡疏林中，目前尚未由人工引种栽培。